# Бенедикта Эббесдоттер
Бенедикта Эббесдоттер из Хвиде (около 1165 — около 1199, Швеция) — королева-консорт Швеции, первая супруга короля Сверкера Карлссона. В Швеции известна как Королева Бенгта.

## Биография
Сведения о Бенедикте основаны на родословной семьи Хвиде, составленной в аббатстве Сорё в XIV веке. Согласно этому источнику, Бенедикта родилась в Кнадрупе в Дании между 1165 и 1170 годами. Она была дочерью знатного человека, Эббе Сунессона из Хвиде. Маленький шведский принц Сверкер Карлссон был привезен в Данию в 1167 году после убийства отца, и, очевидно, был воспитан могущественными родственниками по материнской линии. Скорее всего, там он и встретил свою будущую невесту, родственницу своей матери, и женился на ней, когда подрос. Это могло произойти в середине 1180-х годов. Дети:
- Хелена (ок. 1190 — после 1222), мать королевы Швеции Катарины Сунесдоттер
- (возможно) Карл (ум. 1198), умер в детстве
- (возможно) Кристина (ум. 1252), жена Генриха Борвина II
- (возможно) Маргарита (1192—1232), жена Вислава I

В 1195 или 1196 году Сверкер стал королём Швеции, а Бенедикта — королевой. В том же году её родственник, священник Андреас Сунессон, вернулся в Данию из Франции и стал ведущим политическим деятелем в архиепископстве при Абсалоне, также родственнике Бенедикты. Вероятно, королева Бенедикта разделяла строго проклерикальную позицию своего мужа и поддерживала стремление церкви и архиепископа Олова Ламбатунга в Упсале к власти.
Поскольку следующая супруга Сверкера Ингегерд родила сына в 1201 году, предполагается, что королева Бенедикта умерла не позднее, чем в 1199 или 1200 году. Причина её смерти неизвестна, но предполагают, что она умерла при родах.